# Ozbrojená islámská skupina
Ozbrojená islámská skupina či také Islámská ozbrojená skupina (arabsky: Al-Džamá'a al-islámíja al-musallaha, francouzsky: Groupe islamique armé, zkr. GIA) byla největší alžírská teroristická organizace během alžírské občanské války.

## Historie
Své aktivity začala vyvíjet v roce 1992 poté, co alžírská armáda násilně anulovala demokratické volby, v nichž vyhrála umírněná nábožensky orientovaná politická strana, Islámská fronta spásy. Hněv, který nastal po těchto událostech, tak v Alžírsku podnítil vznik několika radikálních skupin a vyústil do občanské války. GIA si kladla za cíl vytvořit z Alžírska fundamentalistický islámský stát a proti vojenskému režimu začala bojovat hlavně skrze teroristické útoky, které však zaměřovala zejména proti nevinným civilistům. Vrchol aktivit této organizace nastal v letech 1994 až 1998, přičemž během tohoto období se stala známou hlavně kvůli rozsáhlé kampani brutálních útoků proti civilnímu obyvatelstvu. Tyto útoky byly realizovány v odlehlých venkovských oblastech, kde většinou v noci ozbrojení členové GIA napadali a masakrovali celé vesnice. Mezi nejhorší případy patří například masakry ve vesnicích Rais a Bentalha ze srpna a září 1997, při kterých bylo brutálně zavražděno více než 200 lidí. Některé důkazy však naznačují, že na těchto násilnostech měla podíl i samotná armáda, jejíž tajné služby infiltrovaly GIA, manipulovaly a provokovaly její členy ke stupňování teroru. Armáda tak měla záminku k udržování a posilování svého vojenského režimu v zemi.
GIA byla aktivní i v zahraničí, především ve Francii, kterou považovala za hlavního podporovatele alžírského režimu. 24. prosince 1994 čtyři členové skupiny unesli let Air France 8969 a do úspěšného zásahu francouzské policie zabili tři pasažéry. V létě roku 1995 zorganizovala GIA v Paříži sérii bombových útoků, které si vyžádaly celkem 8 mrtvých a desítky zraněných. V březnu 1996 teroristé unesli sedm francouzských mnichů z kláštera v Tibhirine, které později zavraždili. Existují však dohady, že na smrti mnichů měla podíl i armáda.
Ke konci 90. let se organizace začala zmítat ve vnitřních konfliktech a rozdělovat do více frakci (např. v roce 1998 se od GIA odštěpila Salafistická skupina výzvy a boje (al-Safája), později považována za větev organizace Al-Ká'ida). Výrazně ji oslabily i armádní protiteroristické operace a její poslední důležitý lídr Antar Zouabri byl zabit v únoru 2002. Přesto došlo i k dalším útoků, jako 5. července 2002, kdy zahynulo po výbuchu bomby na tržišti v jihoalžírském městě Larbi více než 30 lidí. Poslední známky aktivity organizace GIA se projevily ještě v roce 2005, avšak sporadické teroristické akce prováděné jejími frakčními skupinami pokračují v Alžírsku i nadále. Terorismus reprezentovaný hlavně skupinou GIA a jejími následovníky si v Alžírsku vyžádal za posledních 20 let již více než sto tisíc obětí a stále ve svých krvavých aktech pokračuje.